# Leif Högström
Leif Högström (Stockholm, 4 juli 1955) is een Zweeds voormalig schermer.

## Carrière
Leif Högström werd wereldkampioen met de ploeg in Buenos Aires in 1977. Hij nam tweemaal deel aan de Olympische Spelen: in 1976 bereikte hij ongeslagen de finale van de ploegenwedstrijd in Montreal, waar het Zweedse team Duitsland met 8:5 versloeg. Samen met Rolf Edling, Carl von Essen, Göran Flodström en Hans Jacobson werd Högström dus Olympisch kampioen. Op de Olympische Spelen van 1980 in Moskou, werd hij vijfde met het team.

## Resultaten

### Olympische Zomerspelen
| Jaar | Plaats   | Resultaten    |
| ---- | -------- | ------------- |
| 1976 | Montreal | degen team    |
| 1980 | Moskou   | 5e degen team |

### Wereldkampioenschappen schermen
| Jaar | Plaats       | Resultaten |
| ---- | ------------ | ---------- |
| 1975 | Boedapest    | degen team |
| 1977 | Buenos Aires | degen team |

1908: Alibert, Berger, Collignon, Gravier, Lippmann, Olivier, Stern ·
1912: H. Anspach, P. Anspach, Hennet, Ochs, Salmon, Willems ·
1920: Allocchio, Bozza, Canova, Costantino, Marrazzi, A. Nadi, N. Nadi, Olivier, Thaon di Revel, Urbani ·
1924:  Buchard, Ducret, Gaudin, Labatut, Liottel, Lippmann, Tainturier ·
1928:  Agostoni, Basletta, M. Bertinetti, Cornaggia-Medici, Minoli, Riccardi ·
1932: Buchard, Cattiau, Jourdant, Piot, Schmetz, Tainturier ·
1936: Brusati, Cornaggia-Medici, E. Mangiarotti, Pezzana, Ragno, Riccardi ·
1948: Artigas, Desprets, Guérin, Huet, Lepage, Pécheux ·
1952: Battaglia, F. Bertinetti, Delfino, D. Mangiarotti, E. Mangiarotti, Pavesi ·
1956: Anglesio, F. Bertinetti, Delfino, E. Mangiarotti, Pavesi, Pellegrino ·
1960: Delfino, E. Mangiarotti, Marini, Pavesi, Pellegrino, Saccaro ·
1964: Bárány, Gábor, Kausz, Kulcsár, Nemere ·
1968: Fenyvesi, Kulcsár, Nagy, Nemere, P. Schmitt ·
1972: Erdős, Fenyvesi, Kulcsár, Osztrics, P. Schmitt ·
1976: Edling, Von Essen, Flodström, Högström, Jacobson ·
1980: Boisse, Gardas, Picot, Riboud, Salesse ·
1984: Borrmann, Fischer, Heer, Nickel, Pusch ·
1988: Delpla, Henry, Lenglet, Riboud, Srecki ·
1992: Borrmann, Felisiak, Proske, Resnitstsjenko, A. Schmitt ·
1996: Cuomo, Mazzoni, Randazzo ·
2000: Mazzoni, Milanoli, Randazzo, Rota ·
2004: Boisse, F. Jeannet, J. Jeannet, Obry ·
2008: F. Jeannet, J. Jeannet, Robeiri ·
2016: Borel, Grumier, Jérent, Lucenay ·
2020: Kano, Minobe, Yamada, Uyama ·
2024: Koch, Andrásfi, Siklósi, Nagy